# Мага (царь Харакены)

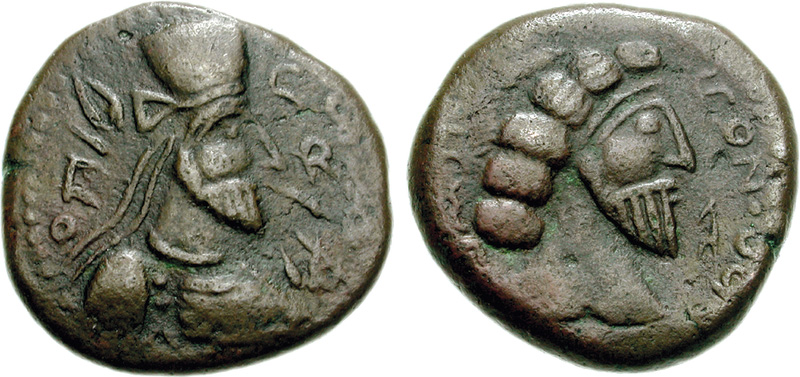
Монета, приписываемая обычно Маге

Мага — царь Харакены, вассального государства парфян, правивший в конце II века. Его предшественником был Аттамбел VIII, а преемником, по некоторым данным, Абинерга III.
Он известен только из многочисленных монет, отчеканенных в период его правления. Изображения на монетах царя сделаны в чисто парфянском стиле, а его имя написано на арамейском языке как mʾg, что интерпретируется как Мага. На этих монетах он называл себя сыном царя Аттамбела, которым, как полагают, являлся Аттамбел VIII, поскольку другие кандидатуры на эту роль отсутствуют. Мага является последним правителем Харакены, упоминавшимся в современных его эпохе источниках.